# Xã Franklin, Quận Stone, Arkansas
Xã Franklin (tiếng Anh: Franklin Township) là một xã thuộc quận Stone, tiểu bang Arkansas, Hoa Kỳ. Năm 2010, dân số của xã này là 547 người.